# Puchar Andory w piłce nożnej (2006)
Copa Constitució 2006 czyli (Puchar Andory w piłce nożnej 2006) to coroczny turniej piłkarski w Andorze.

## I runda
Pierwsza runda rozgrywek miała miejsce 22 stycznia 2006.
| Drużyna 1       | Wynik | Drużyna 2         |
| --------------- | ----- | ----------------- |
| CE Principat B  | 0:3   | Granvalira Encamp |
| FC Casa Benfica | 4:1   | Santa Coloma B    |
| Lusitanos B     | 2:0   | Sporting Escaldes |

Awans: Granvalira Encamp, FC Casa Benfica oraz Lusitanos B

## II runda
Drugą rundę rozegrano 5 lutego 2006. Udział w niej wzięli zwycięzcy z I rundy oraz drużyny z pierwszego poziomu rozgrywkowego.
| Drużyna 1         | Wynik | Drużyna 2          |
| ----------------- | ----- | ------------------ |
| Granvalira Encamp | 3:4   | Inter D'Escaldes   |
| FC Casa Benfica   | 2:3   | Atletic D'Escaldes |
| Lusitanos B       | 0:2   | UE Extremenya      |
| UE Engordany      | 2:1   | CE Principat A     |

## Ćwierćfinały
Ćwierćfinały rozegrano 7 maja 2006. Udział w niej wzięli zwycięzcy z II rundy oraz pozostałe najlepsze drużyny.
| Drużyna 1          | Wynik            | Drużyna 2         |
| ------------------ | ---------------- | ----------------- |
| Inter D'Escaldes   | 2:3 (dog.)       | FC Rànger's       |
| Atletic D'Escaldes | 0:0 (dog., k.6-7 | Lusitanos A       |
| UE Extremenya      | 0:3 walkower     | FC Santa Coloma A |
| UE Engordany       | 0:5              | UE Sant Julià     |

## Półfinały
Półfinały rozegrano 10 maja 2006.
| Drużyna 1         | Wynik             | Drużyna 2     |
| ----------------- | ----------------- | ------------- |
| FC Rànger's       | 0:0 (dog., k.4-2) | Lusitanos A   |
| FC Santa Coloma A | 1:0               | UE Sant Julià |

## Finał
Finał został rozegrany 13 maja 2006.
| Drużyna 1   | Wynik             | Drużyna 2         |
| ----------- | ----------------- | ----------------- |
| FC Rànger's | 1:1 (dog., k.5-3) | FC Santa Coloma A |